# Held der Republik (DVRK)

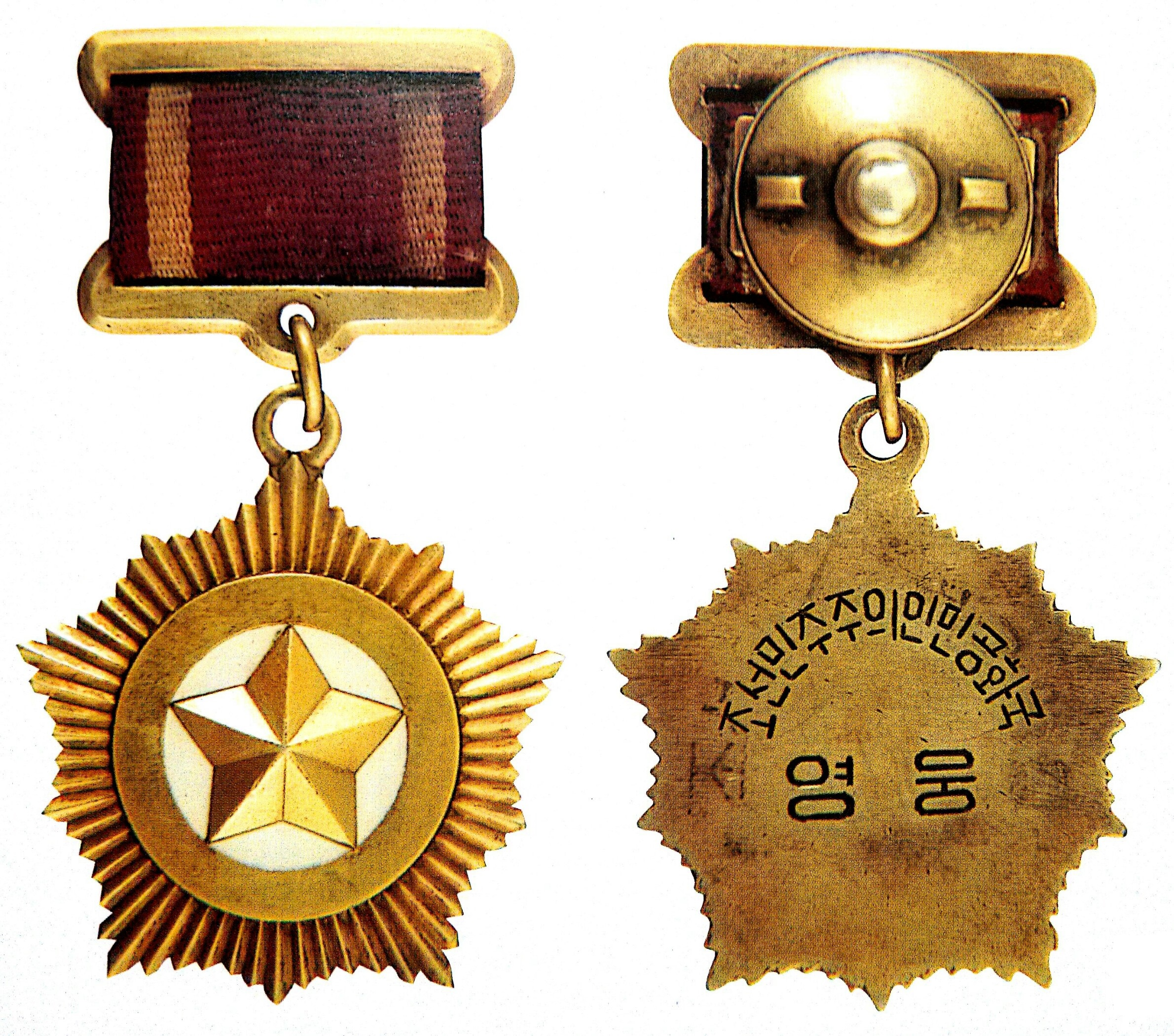

Held der Republik (Koreanisch: 공화국영웅) ist ein nordkoreanischer Ehrentitel.

## Geschichte
Der Ehrentitel wurde am 30. Juni 1950 nach dem Vorbild des 1934 gestifteten Ehrentitels Held der Sowjetunion als "Held der Volksrepublik Korea" (Koreanisch: 조선인민공화국영웅) gestiftet. Dass der Koreakrieg nur fünf Tage vor der Stiftung begann, scheint zufällig. Während des Krieges wurden 533 Personen mit dem Ehrentitel ausgezeichnet, wobei er fortwährend verliehen wird. Die tragbare Auszeichnung wurde von Jong Chon-pa entworfen, der ebenfalls weitere hochrangige Orden und das Staatsemblem Nordkoreas entwarf.

## Verleihungskriterien
Die Verleihungskriterien des Helden der Republik scheinen nicht klar definiert. Anfangs nur für Heldentaten im Felde verliehen, wurden seither auch Wissenschaftler und Sportler ausgezeichnet. Mit der Verleihung geht automatisch die Verleihung des Ordens der Nationalflagge I. Klasse einher. Der Titel kann mehrmals verliehen werden, unter anderem sind Kim Il-Sung und Kim Jong-Il mehrfache Träger des Ehrentitels. Posthume Verleihungen sind möglich. Auch an Ausländer wurde der Titel bereits verliehen, beispielsweise an Fidel Castro im Jahre 1986.

## Reihenfolge
Da es keine offizielle Reihenfolge der Orden Nordkoreas gibt, ist es schwierig, die Reihenfolge der Orden definitiv festzulegen. Es kann jedoch sicher gesagt werden, dass der Orden gemeinsam mit dem Kim-Il-Sung-Orden und dem Ehrentitel "Held der Arbeit" zu den drei höchsten Auszeichnungen des Landes zählt.